# ینی‌مراد (قره‌تاش)
ینی‌مراد (به ترکی استانبولی: Yenimurat) یک منطقهٔ مسکونی در ترکیه است که در قره‌تاش (شهر) واقع شده‌است.